# فيليب كنول
فيليب كنول (بالألمانية: Philipp Knoll)‏ هو تربوي وطبيب وأستاذ جامعي نمساوي، ولد في 4 يوليو 1841 في كارلوفي فاري في التشيك، وتوفي في 31 يناير 1900 في فيينا في النمسا.